# Jeannine Marquant
 (mai 2025).
Motif : Aucune notoriété de cette professeure de sciences physiques et conseillère municipale de Tarbes.
- Archive Wikiwix
- Bing
- Cairn
- DuckDuckGo
- E. Universalis
- Gallica
- Google
- G. Books
- G. News
- G. Scholar
- Persée
- Qwant
- (zh) Baidu
- (ru) Yandex
- (wd) trouver des œuvres sur Wikidata

| 1. | Préciser le motif de la pose du bandeau. | Précisez le motif de la pose du bandeau en utilisant la syntaxe suivante : {{admissibilité à vérifier\|date=juillet 2025\|motif=remplacez ce texte par le motif}}                      |
| 2. | Informer les utilisateurs concernés.     | Pensez à avertir le créateur de l'article, par exemple, en insérant le code ci-dessous sur sa page de discussion : {{subst:avertissement admissibilité à vérifier\|Jeannine Marquant}} |

 (mai 2025).
Jeannine Marquant est une communiste et syndicaliste française, née le 26 mars 1930 à Paris.

## Biographie

### Enfance et formation
Elle est née le 26 mars 1930 à Paris. En 1935, sa famille retourne à Aurions-Idernes, commune d’origine de son père puis va habiter Riscle en 1941.
Elle reçoit une éducation catholique. Elle passe le concours d’élève-maître dans le Gers et effectua sa scolarité à l’École normale d’institutrices de Tarbes à partir de 1947. Elle passe en 1951 le concours d’entrée à l’École normale supérieure de Fontenay-aux-Roses (sciences) et le réussit. Elle passe le CAPES et l’agrégation de physique en 1956.

### Carrière
Professeur agrégée de sciences physiques au lycée de jeunes filles de Niort en 1956, Jeannine Marquant est nommée au lycée Marie Curie de Tarbes en 1960 où elle termina sa carrière en 1991.
Elle est depuis 1952 militante du Syndicat national de l’enseignement secondaire et de la FEN-CGT. Elle devient, au début des années 1960, secrétaire de la section des Hautes-Pyrénées et occupe la même responsabilité dans la section départementale de la Fédération de l’Éducation nationale jusqu’à la fin des années 1970.
Jeannine Marquant, à l’ENS, participait aux luttes contre la guerre d’Indochine et aux activités du groupe « Culture et Progrès » animé par des communistes.
Elle adhère au Parti communiste français en 1965. Elle suit l’école centrale du PCF en 1972. 
Jeannine Marquant est élue conseillère municipale de Tarbes en 1977, réélue en 1983 et en 1989.
Elle préside jusqu’en 2005 l’association départementale de France-Cuba.

### Vie de famille
Elle se marie en septembre 1957 à Saint-Cloud avec Pierre Marquant, élève de l’ENS de Saint-Cloud (sciences, 1952). Le couple eut deux enfants puis se sépara en 1975.